# Latin house
Latin house é um gênero musical que se originou na América Latina.